# Horia Sima
Horia Sima (ur. 3 lipca 1906 koło Fogaraszu, zm. 25 maja 1993 w Madrycie) – rumuński działacz faszystowski, przywódca Żelaznej Gwardii i kolaboracyjnego marionetkowego Rumuńskiego Rządu Narodowego pod koniec II wojny światowej, emigracyjny publicysta.

## Okres przedwojenny
W latach 1926–1932 studiował filozofię na uniwersytecie w Bukareszcie. Jednocześnie w październiku 1927 wstąpił do nowo utworzonej Żelaznej Gwardii i został szefem jej struktur w Banacie. Po ukończeniu studiów podjął pracę nauczyciela logiki i filozofii w szkole średniej. Kiedy 16 kwietnia 1938 przywódca Legionu Michała Archanioła Corneliu Zelea Codreanu został aresztowany przez władze, stanął na czele Żelaznej Gwardii. Postawił on na nogi zdziesiątkowaną organizację. Był to okres prześladowań i zabójstw członków Gwardii, w tym Codreanu. Wielu uciekło do innych krajów, podobnie H. Sima na początku 1939 r. przedostał się do Jugosławii, a następnie do III Rzeszy.

## II wojna światowa
Latem 1939 r. powrócił do Rumunii w celu przygotowania i nadzorowania zabójstwa profrancuskiego premiera Armanda Călinescu, do czego doszło 21 września tego roku. Wkrótce król Karol II, znajdujący się w kleszczach pomiędzy Niemcami i ich rumuńskimi sojusznikami, postanowił zawrzeć porozumienie z Simą. Ostatecznie powołał proniemiecko nastawiony rząd, w którym Sima objął stanowisko ministra oświaty i nauki. Część korpusu oficerskiego skupionego wokół gen. Iona Antonescu skontaktowała się z przywódcą Żelaznej Gwardii w celu zorganizowania przewrotu wojskowego i obalenia króla. Przyparty do muru Karol II mianował premierem gen. I. Antonescu i ostatecznie abdykował we wrześniu 1940. Rumunię proklamowano Narodowym Państwem Legionowym. Sima zawarł tym razem sojusz z gen. I. Antonescu, zostając wicepremierem i ministrem spraw zagranicznych oraz przywódcą ruchu legionowego. Starał się wówczas rozbudzić wśród Rumunów antysemickie i ksenofobiczne nastroje. Wykorzystując swoje rządowe stanowisko i ufny w poparcie hitlerowców, zainicjował serię pogromów, zabójstw i zajmowania majątków ludności żydowskiej, a także opozycyjnych polityków posądzanych o doprowadzenie do śmierci C.Z. Codreanu.
W tej sytuacji doszło do rozdźwięku między polityką prowadzoną przez gen. I. Antonescu a działaniami legionistów. Przywódca Rumunii nie mógł dłużej tego tolerować i usunął legionistów ze stanowisk w ministerstwie spraw wewnętrznych oraz policji. Coraz częściej dochodziło do zbrojnych starć legionistów z armią.
W styczniu 1941 gen. I. Antonescu, po wysondowaniu stanowiska Niemiec, które szykowały się do wojny z ZSRR i potrzebowały sojuszniczej armii rumuńskiej, podjął decyzję o ostatecznym rozprawieniu się z Simą. Usunął go i pozostałych legionistów z rządu i administracji państwowej. W odpowiedzi w kraju doszło do puczu legionowego, podczas którego członkowie Legionu Michała Archanioła i Żelaznej Gwardii oraz ich zwolennicy próbowali przejąć władzę. Jednakże zamach stanu został stłumiony, a setki legionistów schroniło się poza granicami Rumunii. Pod wpływem nacisku Adolfa Hitlera Sima mógł pod opieką niemieckich służb specjalnych bez przeszkód wyjechać do Niemiec, gdzie wraz z innymi działaczami Gwardii został osadzony w specjalnej części obozu koncentracyjnego w Buchenwaldzie. Natomiast w kraju zaocznie skazano go na karę śmierci. W 1942 r. próbował dostać się do Włoch, ale został złapany.
Po zerwaniu przez Rumunię sojuszu z Niemcami i przyłączeniu się do koalicji antyhitlerowskiej w sierpniu 1944, Sima został przez Niemców wypuszczony na wolność i stworzył w Wiedniu marionetkowy Rumuński Rząd Narodowy (24 sierpnia 1944). Pod jego auspicjami sformowano też Waffen-Grenadier-Regiment der SS (rumänisches Nr 1).

## Okres powojenny
Pod koniec wojny Sima zbiegł do Alt-Aussee pod fikcyjnym nazwiskiem Josef Weber. Następnie przedostał się do Paryża, stamtąd do Włoch i ostatecznie do frankistowskiej Hiszpanii. W międzyczasie w 1946 r. został w kraju skazany zaocznie na karę śmierci. Na emigracji nawiązał liczne kontakty z działaczami antykomunistycznymi z różnych zajętych przez Sowietów państw. Prowadził także działalność informującą o prawdziwych realiach życia w komunistycznej Rumunii, chociaż nigdy nie stał się poważnym przedstawicielem rumuńskiej diaspory na Zachodzie. Zmarł 25 maja 1993 w Madrycie, a pochowany został w miejscowości Torre d'Embara koło Barcelony.
Napisał m.in. „Articole politice” (1950–1963, 1967), „Ce este comunismul?”, Madryt 1972, „Histoire du Mouvement Légionnaire”, Rio de Janeiro 1972.